# Roeibladmotief
Een roeibladmotief is de indeling naar kleur en lijn van een roeiblad in de roeisport.
Het is doorgaans historisch gegroeid en daardoor soms langzaam aangepast in kleur of vorm.
Een roeivereniging heeft doorgaans een sterke traditie op dat vlak. Het stichten van een echte roeiclub gaat meestal gepaard met het kiezen van een roeibladmotief. Het is vergelijkbaar met een vlag of een wapenschild bij het herkennen van volkeren of een land (natie).
Er zijn verschillende motieven en kleuren. Zelfs de specifieke kleurtint kan bepalend zijn. Bij de overgang van de ovaalvormige macon-roeibladen naar de hakbijl (big blade, smoothie enzovoorts) werden sommige motieven aangepast, omdat dat noodzakelijk was wegens de aanzienlijke vormverandering van het roeiblad, eind tachtiger jaren van de 20ste eeuw. Soms zijn de recto- en versozijde van het roeiblad verschillend of zelfs gewild contrasterend.
Ook landen (nationale staten) gebruiken op internationale roeiregatta een specifiek roeiblad per land. Dat volgt dan meestal de kleuren van het betrokken land, maar lang niet altijd. Ook de vormgeving van het motief kan sterk afwijken. Voorbeelden zijn de roeibladmotieven van landen als de Verenigde Staten, Ierland of Nieuw-Zeeland. Soms hanteren landen de nationale kleuren in het roeibladmotief, maar een totaal andere kleur in het wedstrijduniform, zoals bij Nederland.
Sommige clubs hebben roeibladmotieven die sterk lijken op landenmotieven en -kleuren, zoals bijvoorbeeld het populaire motief van Argentinië.

## Motieven voor landen

Argentinië
Australië
België
Ierland
Nederland
Nieuw-Zeeland
Verenigde Staten

## Motieven voor clubs

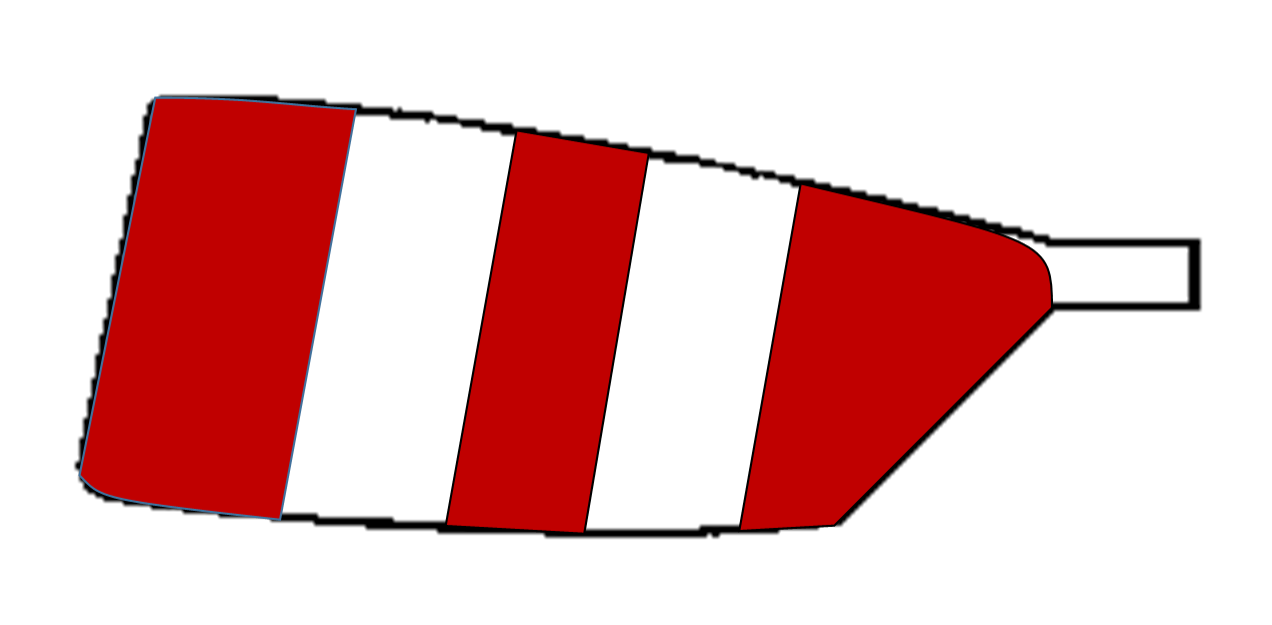
Koninklijke Roeivereniging Club Gent
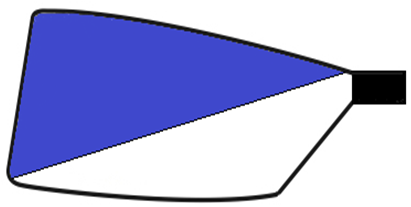
Roeivereniging Leerdam
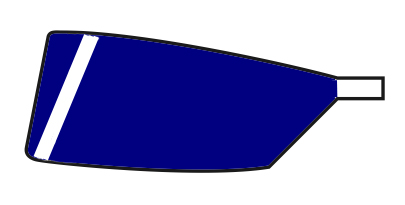
USR Triton
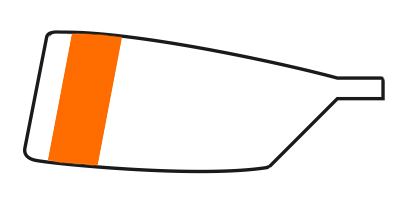
D.S.R. Proteus-Eretes
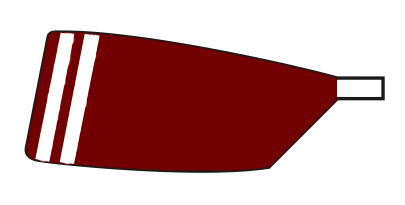
ASR Nereus
D.R.V. Euros
Koninklijke Roei- en Nautische Sport Oostende
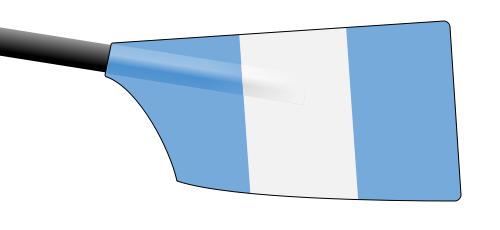
Koninklijke Roeivereniging Sport Gent
Universiteit van Cambridge
Universiteit van Oxford
Somerville College, Oxford